# 무성 권설 내파음
무성 권설 내파음(無聲捲舌內破音)은 자음의 하나로 치조후에서 혀끝을 말아 만드는 무성 내파음이다.